# (1043) Beate
(1043) Beate es un asteroide perteneciente al cinturón de asteroides descubierto el 22 de abril de 1925 por Karl Wilhelm Reinmuth desde el observatorio de Heidelberg-Königstuhl, Alemania.

## Designación y nombre
Beate fue designado inicialmente como 1925 HB.
Se desconoce la razón del nombre.

## Características orbitales
Beate está situado a una distancia media de 3,092 ua del Sol, pudiendo alejarse hasta 3,223 ua y acercarse hasta 2,96 ua. Su inclinación orbital es 8,935° y la excentricidad 0,04247. Emplea 1986 días en completar una órbita alrededor del Sol.